# Wawrzyniec Drucki-Sokoliński
Wawrzyniec (Laurenty) Drucki-Sokoliński OSBM (ur. 19 grudnia 1681, zm. 15 maja 1727) – duchowny greckokatolicki, od 1719 tytularny greckokatolicki arcybiskup smoleński.

## Życiorys
Członek zakonu bazylianów, studiował w Kolegium Jezuitów w Braniewie (1700–1703) oraz w Kolegium św. Atanazego w Rzymie (1704–1708), uzyskując tytuł doktora teologii. Pełnił funkcję archimandryty w Grodnie (1713). Uczestnik synodu zamojskiego (1720).